# ISO-standarder för släpvagnskontakter
Det finns flera ISO-standarder för släpvagnskontakter. De kontakter som redovisas här är beskrivna i ISO-standard. Även viktiga avvikelser från ISO-standarden är angivna om de kan innebära problem.

## Släpvagnskontakt mellan släp och personbil, lätt lastbil eller tung lastbil med 12V-system
I Europa är både 7-polig (ISO 1724) och 13-polig (ISO 11446) modell vanlig.
Anledningen till att den 13-poliga används är att man i den 7-poliga inte får plats med förbindelser till alla önskvärda funktioner.
Dessa kontakter är avsedda för 12V, men undantag kan finnas där både 6V och 24V förekommer.
Fordon och släpvagnar med 6V kan använda den 7-poliga eller 5-poliga kontakten, men dessa är sällsynta idag. Notera att även tung lastbil kan ha 12V-system, gäller oftast äldre (Veteranfordon) eller på utomeuropeiska marknader.
Färgkodningen som anges är rekommendation och kan vara annan på vissa fordon.

### 13-polig släpvagnskontakt (ISO 11446)

13-polig släpvagnskontakt typ Jaeger

Fysisk utformning enligt standard ISO 11446 men kallas även Jaeger-kontakt efter företaget som utvecklade den.
| Nr | DIN | Signal                                                                              | Kabelfärg | Rek. Ledningsarea | Rek. Ledningsarea | Noter          |
| Nr | DIN | Signal                                                                              | Kabelfärg | mm²               | AWG               | Noter          |
| -- | --- | ----------------------------------------------------------------------------------- | --------- | ----------------- | ----------------- | -------------- |
| 1  | L   | Vänster blinkers                                                                    | Gul       | 1.5               | 15                |                |
| 2  |     | Dimbakljus                                                                          | Blå       | 1.5               | 15                |                |
| 3  | 31  | Jord (-) för pinne 1 - 8 och pinne 12                                               | Vit       | 2.5               | 13                | [ ISO11446 1 ] |
| 4  | R   | Höger blinkers                                                                      | Grön      | 1.5               | 15                |                |
| 5  | 58R | Bakljus, positionsljus, sidomarkeringslykta och skyltlykta höger sida               | Brun      | 1.5               | 15                | [ ISO11446 2 ] |
| 6  | 54  | Bromsljus                                                                           | Röd       | 1.5               | 15                |                |
| 7  | 58L | Bakljus, positionsljus, sidomarkeringslykta och skyltlykta vänster sida             | Svart     | 1.5               | 15                | [ ISO11446 2 ] |
| 8  |     | Backlampa, ev. styrström till backspärr                                             | Rosa      | 1.5               | 15                |                |
| 9  | 30  | +12V ständig spänning                                                               | Orange    | 2.5               | 13                |                |
| 10 | 15  | +12V styrd via tändning                                                             | Grå       | 2.5               | 13                |                |
| 11 | 31  | Jord (-) till pinne 10                                                              | Vit/Svart | 2.5               | 13                | [ ISO11446 1 ] |
| 12 |     | Identifiering av kopplad släpvagn genom att släpvagn kopplar pinne 12 till 3 (Jord) | Ljusgrå   | 1.5               | 15                | [ ISO11446 3 ] |
| 13 | 31  | Jord (-) för pinne 9                                                                | Vit/Röd   | 2.5               | 13                | [ ISO11446 1 ] |

Följande kompletterande information gäller för kontakten:
1. 1 2 3  Pinne 3, 11 och 13 får inte kopplas samman i släpet, utan måste vara åtskilda[4] för att undvika överbelastning på resterande stift om ett stift faller bort.
2. 1 2  Pinne 5 och 7 får inte kopplas samman i släpet, utan måste vara åtskilda[4] för att undvika problem i fordon med skilda kretsar för höger och vänster sida.
3. ↑  Pinne 12 fick funktion tilldelad i och med ISO 11446:2012, i tidigare utgåva var denna inte tilldelad och kan därför ha annan funktion hos vissa fordon eller släpvagnar.

Två varianter av denna kontakt finns för 24V, men de har andra styrklackar. Den ena varianten är för ADR-tillämpningar medan den andra är för andra fall då ADR inte är tillämpbart. Båda dessa är ovanliga.

### 7-polig släpvagnskontakt förABS/EBS(ISO 7638-2)

12 Volt 7-polig släpvagnskontakt ISO 7638-2 för ABS och EBS (dragfordonssida).

Fysisk utformning enligt standard ISO 7638-2.
Denna kontakt är avsedd för 12V ABS och EBS på tunga släp, i bl.a. ADR-tillämpningar.
Identifieras genom nyckelklack på ytterring mellan pinne 3 och 4.
| Nr | DIN | Signal                                     | Kabelfärg | Rek. Ledningsarea | Rek. Ledningsarea | Noter                           |
| Nr | DIN | Signal                                     | Kabelfärg | mm²               | AWG               | Noter                           |
| -- | --- | ------------------------------------------ | --------- | ----------------- | ----------------- | ------------------------------- |
| 1  | 30  | +12V ständig spänning för kontrollventiler | Röd       | 4                 | 11                |                                 |
| 2  | 15  | +12V styrd via tändning till elektronik    | Svart     | 1.5               | 15                |                                 |
| 3  | 31  | Jord för elektronik (Pinne 2)              | Gul       | 1.5               | 15                |                                 |
| 4  | 31  | Jord för kontrollventiler (Pinne 1)        | Brun      | 4                 | 11                |                                 |
| 5  |     | ABS Felindikering                          | Vit       | 1.5               | 15                | [ ISO7638-2 1 ]                 |
| 6  |     | CAN H, För EBS och ABS                     | Grön/Vit  | 1.5               | 15                | [ ISO7638-2 2 ] [ ISO7638-2 3 ] |
| 7  |     | CAN L, För EBS och ABS                     | Brun/Vit  | 1.5               | 15                | [ ISO7638-2 2 ] [ ISO7638-2 3 ] |

Följande kompletterande information gäller för kontakten:
1. ↑  Aktiv Låg, d.v.s. när spänningen är mindre än cirka +5V.
2. 1 2  CAN-kommunikation enligt ISO 11992.
3. 1 2  CAN-buss är inte nödvändig för att ABS skall fungera på släp vilket gör att man kan se kontakter med endast stift 1 till 5 på släp eller dragfordon med endast ABS.

### 7-polig släpvagnskontakt Typ 12N (ISO 1724)

7-polig släpvagnskontakt typ 12N (Dragfordonssida)

Fysisk utformning enligt standard ISO 1724
Den 7-poliga kontakten använder på nyare släp med 7-polig kontakt alla 7 stift enligt ISO-standard.
På framförallt äldre släp så används ibland 5-ledare som anslutning för 7-polig kontakt. Uteslut i dessa fall utgång för höger positionsljus (58R) och Dimbakljus (54G) och anslut släpvagnens positionsljus endast till utgång för vänster positionsljus (58L).
Att förbinda pinnarna för vänster och höger positionsljus (58R och 58L) kan ställa till problem på en del tyska bilar där man kan välja att tända parkeringsljus på endast ena sidan (Eng: Standing Lamps).
| Nr | DIN | Signal                                                                  | Kabelfärg     | Rek. Ledningsarea | Rek. Ledningsarea | Noter         |
| Nr | DIN | Signal                                                                  | Kabelfärg     | mm²               | AWG               | Noter         |
| -- | --- | ----------------------------------------------------------------------- | ------------- | ----------------- | ----------------- | ------------- |
| 1  | L   | Vänster blinker                                                         | Gul           | 1.5               | 15                |               |
| 2  | 54G | +12V från batteri eller tändning, Backlampa eller Dimbakljus            | Blå           | 1.5               | 15                |               |
| 3  | 31  | Jord kopplat till gods                                                  | Vit eller Grå | 2.5               | 13                |               |
| 4  | R   | Höger blinker                                                           | Grön          | 1.5               | 15                |               |
| 5  | 58R | Bakljus, positionsljus, sidomarkeringslykta och skyltlykta höger sida   | Brun          | 1.5               | 15                | [ ISO1724 1 ] |
| 6  | 54  | Bromsljus                                                               | Röd           | 1.5               | 15                |               |
| 7  | 58L | Bakljus, positionsljus, sidomarkeringslykta och skyltlykta vänster sida | Svart         | 1.5               | 15                | [ ISO1724 1 ] |

Följande kompletterande information gäller för kontakten:
1. 1 2  Pinne 5 och 7 får inte kopplas samman i släpet, utan måste vara åtskilda[4] för att undvika problem i fordon med skilda kretsar för höger och vänster sida.

#### Pinne 2 (54G)
Enligt DIN 72552 var anslutning 54G ursprungligen tänkt för elektrisk styrning av broms på släpvagn.
Anslutning 54G har sedermera kommit att användas till annat som skiljer sig från det ursprungliga syftet. Några exempel:
- +12V permanent.
- +12V via tändningslås.
- Dimbakljus
- Backlampa

Detta är orsaken till att man kan se en del släpvagnar åka runt med tända dimbakljus. Dragfordon har kopplat +12V, släpvagnen har dimbakljus.

#### Specialfall för Australien
I Australien använder man i grunden samma koppling med undantag för pinne 5 vilket istället används till elektrisk släpvagnsbroms, samt att pinne 2 används till backljus. Detta innebär att om man ansluter en släpvagn med Australisk koppling och elbroms till en bil med ISO-koppling finns det risk att bromsarna aktiveras så snart positionsljuset tänds på bilen.
Se vidare under Släpvagnskontakt/Australien.

### 7-polig släpvagnskontakt Typ 12S (ISO 3732)

7-polig släpvagnskontakt typ 12S (Dragfordonssida)

Fysisk utformning enligt standard ISO 3732.
De signaler som finns i denna kontakt är inte under lagkrav, vilket gör att den inte är obligatorisk att koppla in om den finns på dragfordon och släp.
Denna kontakt är i grunden samma kontakt som den vanliga kontakten, men där man har bytt ut anslutning 7 (den i mitten) till omvända typen (Hylsa ersatt med pinne i handske, pinne ersatt med hylsa i fordon.). Avsikten med denna anslutning är att komplettera den vanliga 7-poliga kontakten för strömförsörjning av laster vanliga i husvagnar. Detta används framförallt i Storbritannien, men kan även förekomma i andra fall.
Kopplingen av kontakten finns i två varianter där ett byte skedde 1999. Skillnaden är att man lagt till en anslutning för jord och att laddning av batteri i släpvagn inte längre sker med en särskild anslutning. Det senare kan göra att om man ansluter en äldre husvagn till en nyare bil finns det risk för att husvagnens batteri inte laddas.
Kombinationen 12N+12S är sedan 2008 ersatt av den 13-poliga kontakten.
| Nr | DIN  | Brittisk                                            | ISO 3732                     | Kabelfärg     | Rek. Ledningsarea | Rek. Ledningsarea | Noter         |
| Nr | DIN  | -1999                                               | 1999-2008                    | Kabelfärg     | mm²               | AWG               | Noter         |
| -- | ---- | --------------------------------------------------- | ---------------------------- | ------------- | ----------------- | ----------------- | ------------- |
| 1  |      | Backlampa                                           | Backlampa                    | Gul           | 1.5               | 15                |               |
| 2  | (15) | Batteriladdning                                     | Reserv                       | Blå           | 2.5               | 13                | [ ISO3732 1 ] |
| 3  | 31   | Gemensam Jord                                       | Gemensam Jord utom för PIN 6 | Vit eller Grå | 2.5               | 13                |               |
| 4  | 30   | Kraftmatning för intern 12V-utrustning utom kylskåp | +12V ständig spänning        | Grön          | 2.5               | 13                |               |
| 5  |      | Reserv                                              | Reserv                       | Brun          | 1.5               | 15                |               |
| 6  | 15   | Kraftmatning för kylskåp                            | +12V styrd via tändning      | Röd           | 2.5               | 13                |               |
| 7  | 31   | Reserv                                              | Jord för PIN 6               | Svart         | 2.5               | 13                |               |

Följande kompletterande information gäller för kontakten:
1. ↑  Om släpvagnen har ett batteri som laddas av dragfordonet bör man vara uppmärksam på att denna anslutning eventuellt saknar spänning på dragfordon efter 1999, vilket kan innebära att batteriet inte laddas.

### 5-polig släpvagnskontakt (ISO 1724)
Fysisk utformning enligt standard ISO 1724.
Den 5-poliga är identisk med den 7-poliga när det gäller utseende och koppling undantaget att den 5-poliga saknar anslutningar för blinkers. Denna förekommer ibland på veteranfordon, och kopplingen av denna avviker inte sällan från vedertagen standard, vilket gör att man bör mäta innan man kopplar.
När behov av att byta kontakt uppträder är det lämpligt att ersätta den med en 7-polig.

## Släpvagnskontakt mellan släp och tung lastbil

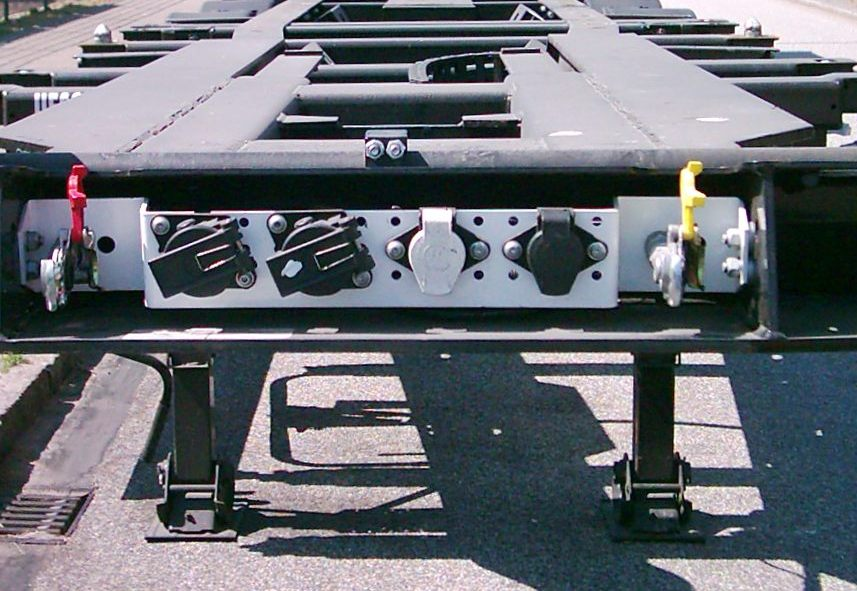
Kontakter släpvagn.

Dessa kontakter är avsedda för 24V.

### 15-polig släpvagnskontakt (ISO 12098)

24 Volt 15-polig släpvagnskontakt ISO 12098 (dragfordonssida).

Fysisk utformning enligt standard ISO 12098.
Denna kontakt är förekommande på många nyare tunga lastbilar och släp och avser att ersätta kombinationen av ISO 1185 och ISO 3731 men inte ISO 7638.
| Nr | DIN | Signal                                                                                       | Kabelfärg | Rek. Ledningsarea | Rek. Ledningsarea | Noter                         |
| Nr | DIN | Signal                                                                                       | Kabelfärg | mm²               | AWG               | Noter                         |
| -- | --- | -------------------------------------------------------------------------------------------- | --------- | ----------------- | ----------------- | ----------------------------- |
| 1  | L   | Vänster blinkers                                                                             | Gul       | 1.5               | 15                |                               |
| 2  | R   | Höger blinkers                                                                               | Grön      | 1.5               | 15                |                               |
| 3  |     | Dimbakljus                                                                                   | Blå       | 1.5               | 15                |                               |
| 4  | 31  | Jord (-) för pinne 1 - 3 och 5 - 12                                                          | Vit       | 2.5               | 13                |                               |
| 5  | 58L | Bakljus, positionsljus, sidomarkeringslykta, identifieringslykta och skyltlykta vänster sida | Svart     | 1.5               | 15                | [ ISO12098 1 ] [ ISO12098 2 ] |
| 6  | 58R | Bakljus, positionsljus, sidomarkeringslykta, identifieringslykta och skyltlykta höger sida   | Brun      | 1.5               | 15                | [ ISO12098 1 ] [ ISO12098 2 ] |
| 7  | 54  | Bromsljus                                                                                    | Röd       | 1.5               | 15                |                               |
| 8  |     | Backlampa                                                                                    | Rosa      | 1.5               | 15                |                               |
| 9  | 30  | +24V ständig spänning                                                                        | Orange    | 2.5               | 13                |                               |
| 10 |     | Slitagevarnare för Bromsbelägg                                                               | Grå       | 1.5               | 15                |                               |
| 11 |     | Indikering av applicerad Parkeringsbroms (släpet bromsat p.g.a. bortfall av tryckluft)       | Svart/Vit | 1.5               | 15                |                               |
| 12 |     | Axellyft                                                                                     | Blå/Vit   | 1.5               | 15                |                               |
| 13 | 31  | Jord (-) för pinne 14 och 15                                                                 | Röd/Vit   | 2.5               | 13                |                               |
| 14 |     | CAN H, Ej för EBS eller ABS                                                                  | Grön/Vit  | 1.5               | 15                | [ ISO12098 3 ]                |
| 15 |     | CAN L, Ej för EBS eller ABS                                                                  | Brun/Vit  | 1.5               | 15                | [ ISO12098 3 ]                |

Följande kompletterande information gäller för kontakten:
1. 1 2  Pinne 5 och 6 får inte kopplas samman i släpet[4] för att undvika problem i fordon med skilda kretsar för höger och vänster sida.
2. 1 2  Identifieringslykta skall kopplas antingen till pinne 5 eller 6, inte båda eftersom det då skulle sammanföra två skilda kretsar. Däremot kan man om man har en främre och en bakre identifieringslykta ansluta dem till var sin krets.
3. 1 2  EBS och ABS skall anslutas via ISO 7638-kontakt.

Notera: En 13-polig föregångare till denna kontakt finns. Dessa är inte fysiskt kompatibla då stiften har olika position, men ser i övrigt lika ut. Den 13-poliga föregångaren till den 15-poliga släpvagnskontakten enligt ISO 12098 är tämligen ovanlig, men man bör vara medveten om att den kan förekomma.

### 7-polig släpvagnskontakt förABS/EBS(ISO 7638-1)

24 Volt 7-polig släpvagnskontakt ISO 7638 för ABS och EBS (dragfordonssida).

Fysisk utformning enligt standard ISO 7638-1.
Denna kontakt är avsedd för 24V ABS och EBS på tunga släp, i bl.a. ADR-tillämpningar.
Identifieras genom nyckelklack på ytterring vid pinne 5.
| Nr | DIN | Signal                                     | Kabelfärg | Rek. Ledningsarea | Rek. Ledningsarea | Noter                           |
| Nr | DIN | Signal                                     | Kabelfärg | mm²               | AWG               | Noter                           |
| -- | --- | ------------------------------------------ | --------- | ----------------- | ----------------- | ------------------------------- |
| 1  | 30  | +24V ständig spänning för kontrollventiler | Röd       | 4                 | 11                |                                 |
| 2  | 15  | +24V styrd via tändning till elektronik    | Svart     | 1.5               | 15                |                                 |
| 3  | 31  | Jord för elektronik (Pinne 2)              | Gul       | 1.5               | 15                |                                 |
| 4  | 31  | Jord för kontrollventiler (Pinne 1)        | Brun      | 4                 | 11                |                                 |
| 5  |     | ABS Felindikering                          | Vit       | 1.5               | 15                | [ ISO7638-1 1 ]                 |
| 6  |     | CAN H, För EBS och ABS                     | Grön/Vit  | 1.5               | 15                | [ ISO7638-1 2 ] [ ISO7638-1 3 ] |
| 7  |     | CAN L, För EBS och ABS                     | Brun/Vit  | 1.5               | 15                | [ ISO7638-1 2 ] [ ISO7638-1 3 ] |

Följande kompletterande information gäller för kontakten:
1. ↑  Aktiv Låg, d.v.s. när spänningen är mindre än cirka +5V.
2. 1 2  CAN-kommunikation enligt ISO 11992.
3. 1 2  CAN-buss är inte nödvändig för att ABS skall fungera på släp vilket gör att man kan se kontakter med endast stift 1 till 5 på släp eller dragfordon med endast ABS.

### 7-polig släpvagnskontakt 24N (ISO 1185)

24 Volt 7-polig släpvagnskontakt ISO 1185 (dragfordonssida).

Fysisk utformning enligt standard ISO 1185. 
Denna kontakt är vanlig på tunga lastbilar och släp, men ersätts på nyare fordon med kontakt enligt standard ISO 12098.
| Nr | DIN | Signal                                                                                       | Kabelfärg | Rek. Ledningsarea | Rek. Ledningsarea | Noter                         |
| Nr | DIN | Signal                                                                                       | Kabelfärg | mm²               | AWG               | Noter                         |
| -- | --- | -------------------------------------------------------------------------------------------- | --------- | ----------------- | ----------------- | ----------------------------- |
| 1  | 31  | Jord (-)                                                                                     | Vit       | 2.5               | 13                |                               |
| 2  | 58L | Bakljus, positionsljus, sidomarkeringslykta, identifieringslykta och skyltlykta vänster sida | Svart     | 1.5               | 15                | [ ISO12098 1 ] [ ISO12098 2 ] |
| 3  | L   | Vänster blinkers                                                                             | Gul       | 1.5               | 15                |                               |
| 4  | 54  | Bromsljus                                                                                    | Röd       | 1.5               | 15                |                               |
| 5  | R   | Höger blinkers                                                                               | Grön      | 1.5               | 15                |                               |
| 6  | 58R | Bakljus, positionsljus, sidomarkeringslykta, identifieringslykta och skyltlykta höger sida   | Brun      | 1.5               | 15                | [ ISO12098 1 ] [ ISO12098 2 ] |
| 7  |     | Styrning av släpvagnsbroms                                                                   | Blå       | 1.5               | 15                |                               |

Följande kompletterande information gäller för kontakten:
1. 1 2  Pinne 2 och 6 får inte kopplas samman i släpet[4] för att undvika problem i fordon med skilda kretsar för höger och vänster sida.
2. 1 2  Identifieringslykta skall kopplas antingen till pinne 2 eller 6, inte båda eftersom det då skulle sammanföra två skilda kretsar. Däremot kan man om man har en främre och en bakre identifieringslykta ansluta dem till var sin krets.

Samma fysiska kontakt används även av SAE J560 med i stort sett samma konfiguration. Skillnaden är dock att SAE J560 använder 12V (större ledningsarea och säkringsstyrka), samt att pinne 7 kan ha något annorlunda användning.

### 7-polig släpvagnskontakt 24S (ISO 3731)

24 Volt 7-polig släpvagnskontakt ISO 3731 (dragfordonssida).

Fysisk utformning enligt standard ISO 3731. 
Denna kontakt är vanlig på tunga lastbilar och släp, men ersätts på nyare fordon med kontakt enligt standarder ISO 12098 och ISO 7638-1.
| Nr | DIN | Signal                  | Kabelfärg | Rek. Ledningsarea | Rek. Ledningsarea | Noter |
| Nr | DIN | Signal                  | Kabelfärg | mm²               | AWG               | Noter |
| -- | --- | ----------------------- | --------- | ----------------- | ----------------- | ----- |
| 1  | 31  | Jord (-)                | Vit       | 2.5               | 13                |       |
| 2  |     | ABS Felindikering       | Svart     | 1.5               | 15                |       |
| 3  |     | Backlampa               | Gul       | 1.5               | 15                |       |
| 4  | 30  | +24V ständig spänning   | Röd       | 2.5               | 13                |       |
| 5  |     | Kontroll via jord       | Grön      | 1.5               | 15                |       |
| 6  | 15  | +24V styrd via tändning | Brun      | 2.5               | 13                |       |
| 7  |     | Dimbakljus              | Blå       | 1.5               | 15                |       |

### Teckenförklaring
| Exempel | Beskrivning |
| ------- | ----------- |
|         | Hylsa       |
|         | Pinne       |